# Liste des dirigeants actuels des régions ukrainiennes
Cette page dresse la liste des dirigeants actuels des régions de l’Ukraine (1 région autonome, 24 régions de droit commun [oblasts] et 2 municipalités spéciales [m. s.]).

## Dirigeants des régions
| Région (Oblast)                                                   | Statut                                           | Nom                            | Depuis (le)      |
| ----------------------------------------------------------------- | ------------------------------------------------ | ------------------------------ | ---------------- |
| Crimée (Gouvernement en exil de la république autonome de Crimée) | Représentant permanent du président de l’Ukraine | Tamila Tacheva                 | 25 avril 2022    |
| Dnipropetrovsk                                                    | Gouverneur                                       | Serhiy Lyssak                  | 7 février 2023   |
| Donetsk                                                           | Gouverneur                                       | Vadym Filachkin                | 27 décembre 2023 |
| Ivano-Frankivsk                                                   | Gouverneur                                       | Svitlana Onychtchouk           | 8 juillet 2021   |
| Jitomir                                                           | Gouverneur                                       | Vitaliy Bounetchko             | 8 août 2019      |
| Kharkiv                                                           | Gouverneur                                       | Oleh Syniehoubov               | 24 décembre 2021 |
| Kherson                                                           | Gouverneur                                       | Oleksandr Prokoudin            | 7 février 2023   |
| Khmelnytskyï                                                      | Gouverneur                                       | Serhiy Tyourin                 | 16 mars 2023     |
| Kiev (région)                                                     | Gouverneur                                       | Rouslan Kravtchenko            | 10 avril 2023    |
| Kiev (m. s.)                                                      | Maire                                            | Vitali Klitschko               | 5 juin 2014      |
| Kirovograd                                                        | Gouverneur                                       | Andriy Raïkovytch              | 7 mars 2022      |
| Louhansk                                                          | Gouverneur                                       | Artem Lyssohor                 | 12 avril 2023    |
| Lviv                                                              | Gouverneur                                       | Maksym Kozytsky                | 5 février 2020   |
| Mykolaïv                                                          | Gouverneur                                       | Vitaliy Kim                    | 20 novembre 2020 |
| Odessa                                                            | Gouverneur                                       | Oleh Kiper                     | 30 mai 2023      |
| Poltava                                                           | Gouverneur                                       | Philip Pronin                  | 10 octobre 2023  |
| Rivne                                                             | Gouverneur                                       | Oleksandr Koval                | 27 décembre 2023 |
| Sébastopol (m. s.)                                                | Gouverneur russe                                 | Mikhaïl Razvojaiev             | 2 octobre 2020   |
| Soumy                                                             | Gouverneur                                       | Volodymyr Artyukh              | 12 avril 2023    |
| Tcherkassy                                                        | Gouverneur                                       | Ihor Tabourets                 | 1er mars 2022    |
| Tchernihiv                                                        | Gouverneur                                       | Vyatcheslav Tchaous            | 4 août 2021      |
| Tchernivtsi                                                       | Gouverneur                                       | Rouslan Zaparaniouk            | 11 juillet 2022  |
| Ternopil                                                          | Gouverneur                                       | Volodymyr Trouch               | faisant office   |
| Transcarpathie                                                    | Gouverneur                                       | Viktor Mykyta                  | 10 décembre 2021 |
| Vinnytsia                                                         | Gouverneur                                       | Serhiy Borzov                  | 19 juin 2020     |
| Volhynie                                                          | Gouverneur                                       | Youriy Pohoulyaïko             | 2 décembre 2019  |
| Zaporijia                                                         | Gouverneur                                       | Ivan Fedorov (homme politique) | 2 février 2024   |

## Note(s)
1. 1 2  Annexée par la Russie le 21 mars 2014.